# Zahořany (zámek)
Zahořany jsou zámek ve stejnojmenné vesnici u Křešic v okrese Litoměřice. Byl postaven na místě starší tvrze, ale dochovaná podoba je výsledkem barokní přestavby z poloviny sedmnáctého století a pozdějších úprav. Od roku 1964 je chráněn jako kulturní památka.

## Historie

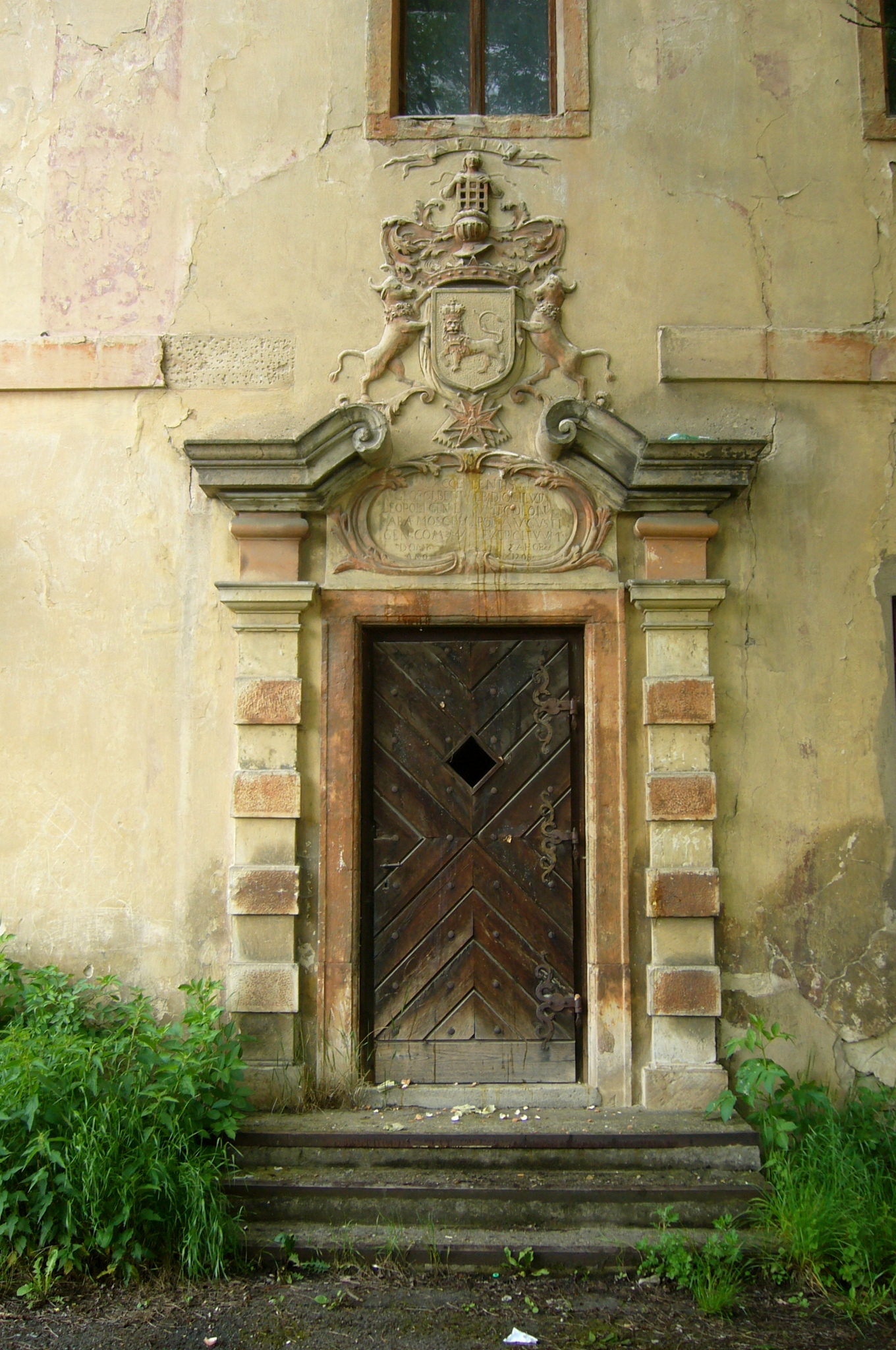
Portál v průčelí jižního křídla

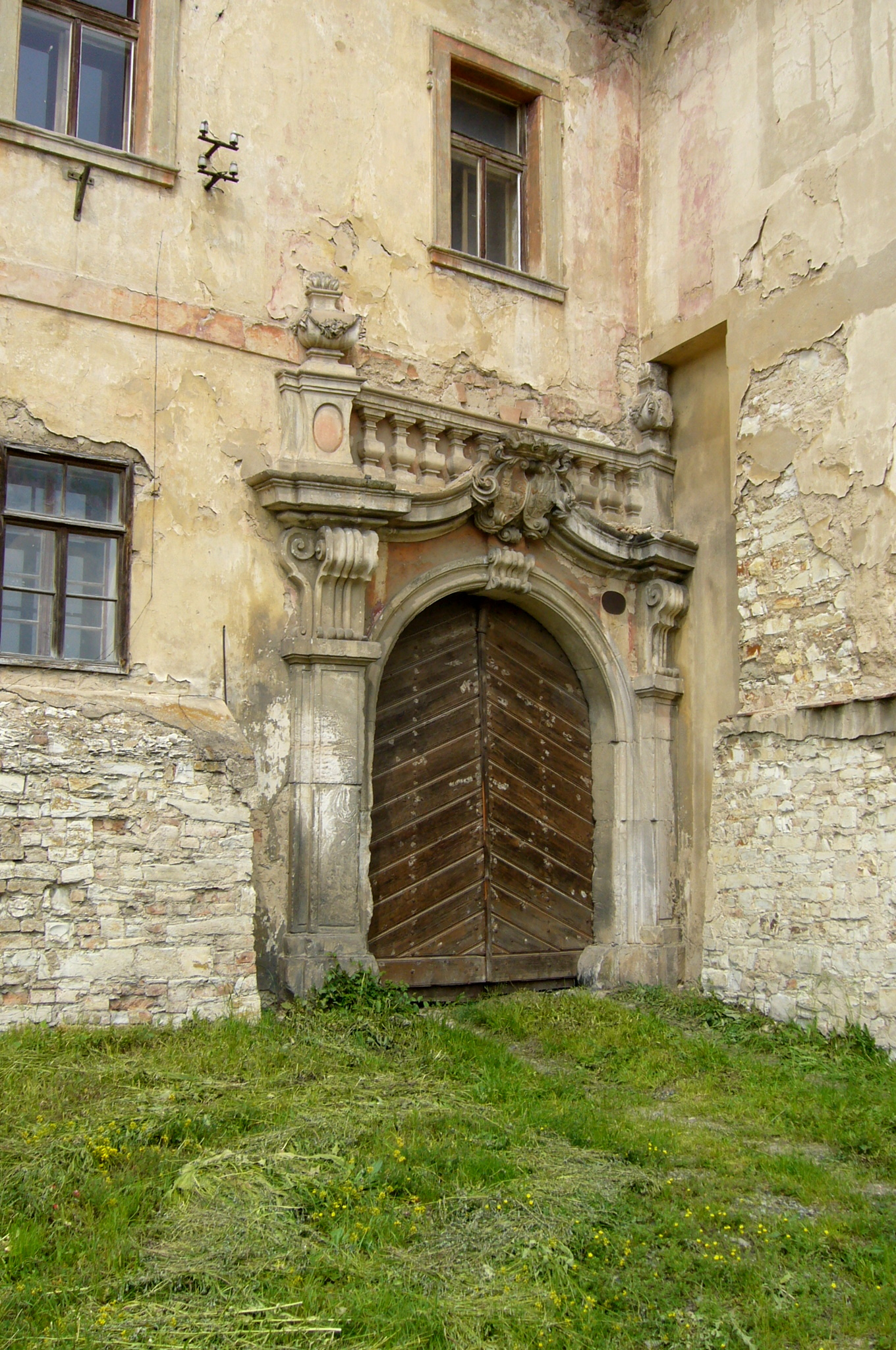
Portál s aliančním erbem Jiřího Benedikta d’Ogilvyho a jeho ženy

První panské sídlo vzniklo v Zahořanech již na počátku čtrnáctého století, kdy byla vesnice rozdělena na dva díly. Jeden patřil litoměřické kapitule a druhý vlastnili vladykové, z nichž některý si zde postavil tvrz. Ta však později zanikla a nová renesanční tvrz byla postavena až po roce 1574 za Radslava z Vchynic. V roce 1585 Radslav přesídlil do Teplic, a když roku 1619 zemřel, přešel všechen majetek na jeho nejmladšího synovce Oldřicha z Vchynic. Přestože ten zemřel už o rok později, pro velmi aktivní účast na stavovském povstání mu byl po bitvě na Bílé hoře zabaven veškerý majetek a vydán byl Oldřichovu bratrovi Vilémovi až v roce 1628. Viléma zavraždili v roce 1634 spolu s Albrechtem z Valdštejna a jeho majetek byl zkonfiskován. K zahořanskému panství patřilo třináct vesnic, tvrz, poplužní dvůr, mlýn a statek Tašov s tvrzí. Roku 1635 vše za čtyřicet tisíc rýnských zlatých koupil císařský plukovník Václav Zahrádecký ze Zahrádek a od něj už o měsíc později hrabě Jindřich Šlik. Jeho syn František Arnošt Šlik prodal Zahořany císařskému podmaršálkovi svobodnému pánu Janovi de la Cron.
Jan de la Cron nechal tvrz přestavět na barokní zámek podle projektu Bernarda Spinettiho a snad i Carla Luraga. Po Janově smrti panství spravovala vdova Markéta Blandina, která přežila další dědice. Zahořany po ní nakonec zdědila vnučka Františka provdané za hraběte Kaisersteina a po ní v roce 1701 její dcery. Jedna z nich se vdala za Jiřího Benedikta d’Ogilvy, který nechal zámek znovu upravit. Na přestavbě se pravděpodobně podílel Octavio Broggio. Potomkům Jiřího Benedikta zámek patřil až doku 1781, kdy jej za 140 tisíc zlatých koupil císař Josef II. a nechal v něm zřídit dočasnou vojenskou nemocnici pro terezínskou pevnost. Od té doby majitelé na zahořanském zámku nežili, a ten se stal pouhým sídlem správy panství.
Roku 1807 Zahořany získal toskánský vévoda Ferdinand I. a připojil jejich panství k Ploskovicím a v roce 1846 je nejvyšší purkrabí Karel Chotek převedl k Velkému Březnu. Někdy v té době proběhly další stavební úpravy. V roce 1872 zámek vyhořel, ale brzy byl opraven. Po Chotcích se dalšími majiteli stali roku 1898 Filip Dub, Pavel Müller (1917) a Josef Hyross (1925). Majitelé bydleli pouze v západním křídle a v jiné části fungovala restaurace. Po roce 1945 objekt využívalo Jednotné zemědělské družstvo Křemín. Byly v něm byty, kanceláře, pohostinství, tělocvična a skladovací prostory.
Během druhé poloviny dvacátého století neudržovaný zámek zchátral. Měl poškozené střechy a ve zdivu se objevovaly statické poruchy. V roce 2012 se objevil záměr upravit zámek na rehabilitační kliniku s hotelem a dalšími rekreačními aktivitami.
V letech 2017–2021 byl zámek nabízen k prodeji za cenu asi jedenáct milionů korun. V březnu 2018 se na zámku objevil exekuční příkaz k prodeji nemovitosti a nařízení exekuce. Od roku 2023 má zámek jiného vlastníka, který v něm má trvalé bydliště.

## Stavební podoba
Zámek má nepravidelný půdorys, ale jádro tvoří čtyři křídla kolem nádvoří. V průčelí jižního křídla se nachází dva portály. Starší pravoúhlý portál se jménem stavebníka Jiřího Benedikta d’Ogilvyho je datovaný do roku 1708, zatímco druhý pochází až ze třicátých až čtyřicátých let osmnáctého století. V jihozápadním nároží se nachází půlkruhový portál v edikule z diagonální pilastrů, zvlněného kladí na konzolách a slepé balustrády s aliančním znakem Jiřího Benedikta d’Ogilvyho a jeho ženy. Severní křídlo s mohutnými rizality v obou nárožích se do nádvoří otevírá patrovou arkádou. V severovýchodním nároží stojí třípatrová hranolová věž. Většina místností je zaklenutá. Nejvýznamnější místností je rytířský sál v prvním patře východního křídla. Má štukový strop a v rozích ho zdobí alegorické postavy.